# ギャラリー・ラファイエット
ギャラリー・ラファイエット（Galeries Lafayette）はフランスの百貨店、及びそれを運営する企業である。

## 歴史

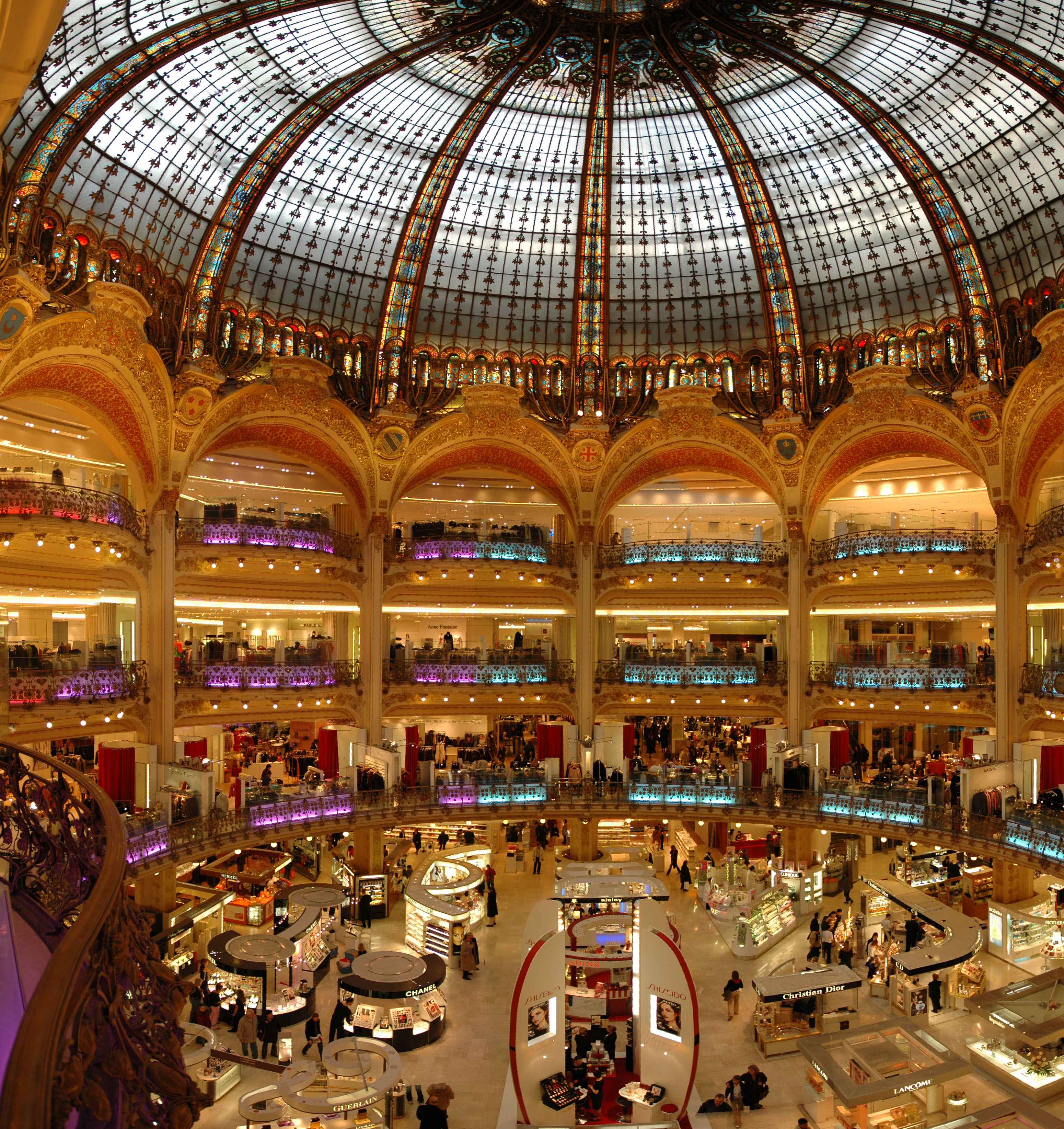
ギャラリー・ラファイエット内のバルコニーの細部とドームの基部

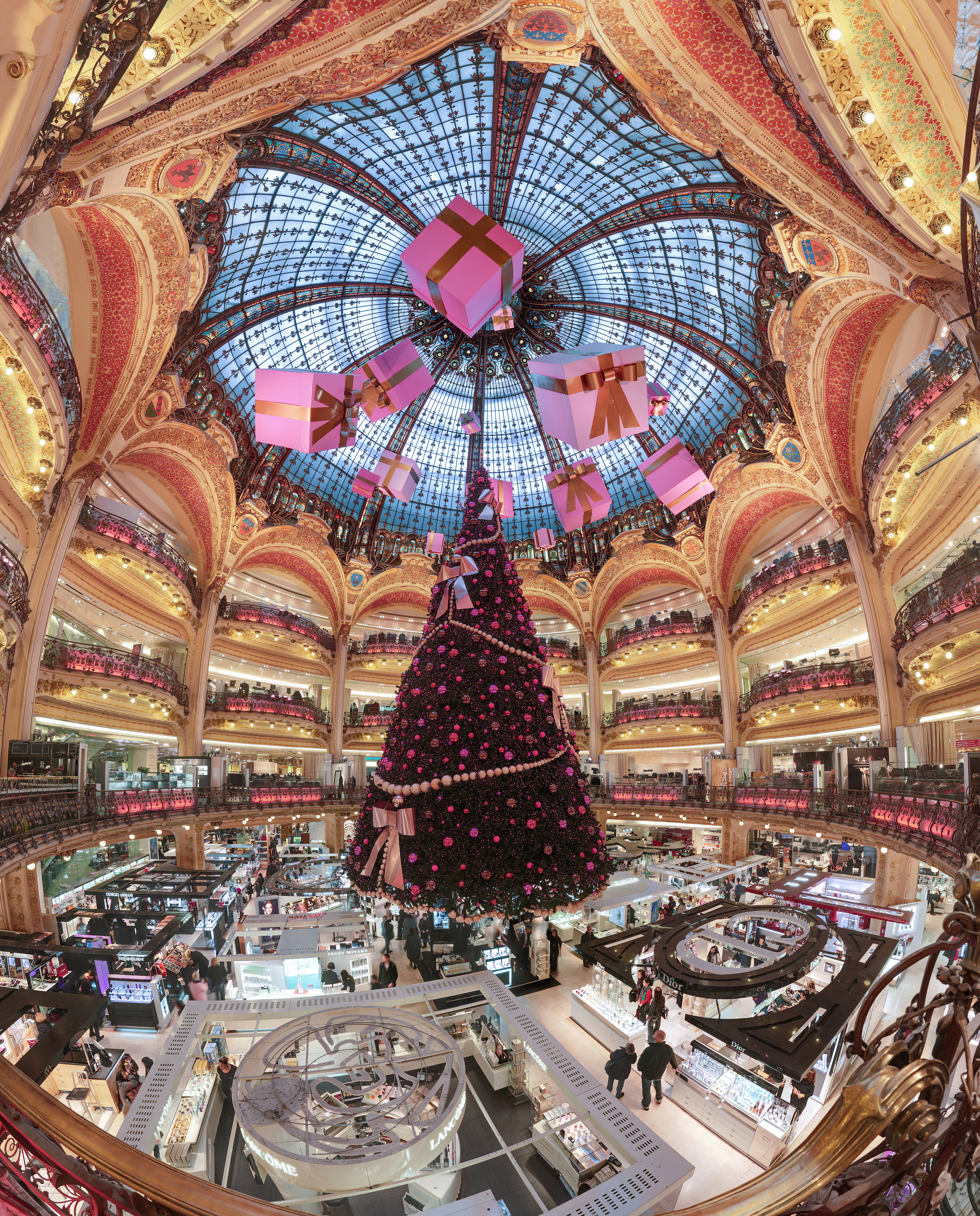
バルコニーとドーム、クリスマスデコレーションされた婦人向け売り場

1893年、Théophile Baderと彼のいとこ Alphonse Kahnはラファイエットとショセ=ダンタン通り（Rue de la Chaussée d'Antin）の角の小さな雑貨屋の中にファッション店をオープンした。1896年に、会社はラ・ファイエット通り n°1、1905年にオスマン大通り n°38、40、42とショセ・ダンタン通り n°15の建物の全体を購入した。
Théophile Baderは、Georges Chedanneと彼の弟子 Ferdinand Chanutにオスマンの建築のレイアウト設計を委託した。ガラスと鉄鋼のドーム、およびアール・ヌーヴォーの階段は1912年に造られた。

### パリ本店
フランス、パリのギャラリー・ラファイエット本店本館は地下1階から7階（フランス式表示、以下同じ）までの9フロアーを有しており、パリ9区のオスマン大通り（boulevard Haussmann）40に位置している。このほかに、本館とはモガドール通りをはさんで向かいにある紳士・食品館が地上階から3階までの4フロアー、紳士・食品館とはオスマン大通りをはさんで向かいにあるインテリア館が地下1階から3階までの5フロアーを有する。
日本人従業員が電話通訳、日本語による免税書類作成を行っている。

#### アクセス
最寄駅：パリ地下鉄 ショセ・ダンタン=ラ・ファイエット駅（Chaussee d'Antin - La Fayette）、アーヴル=コーマルタン駅（Havre-Caumartin）、オペラ駅（Opéra）、RER オーベール駅

### ベルリン店
ドイツ、ベルリン店は、1991年から1995年の間にジャン・ヌーヴェルによって設計され、1996年にオープンした。

### ニューヨーク店
ラファイエットはニューヨークのマンハッタン、トランプ・タワーでオープンしたが、業績不振で1994年に撤退した。

## 統計
2006年時点
- 従業員：12,022
- 店舗数：63（10の系列アウトレットを含む）
- 売上高：16億2170万ユーロ

## ギャラリー・ラファイエット・グループ
グループ傘下には下記の企業がある。
- Galeries Lafayette
- Nouvelles Galeries
- Bazar de l'Hôtel de Ville（BHV）（大型ホームセンター）
- MONOPRIX（パリ市内にチェーン展開するスーパーマーケット）
- Prisunic
- Inno
- Lafayette Gourmet
- Cofinoga
- e-LaSer